# فوجیوارا نو موروزانه
فوجیوارا نو موروزانه (به ژاپنی: 藤原 師実 Fujiwara no Morozane); ۱ ژانویهٔ ۱۰۴۲ – ۱۴ مارس ۱۱۰۱) پسر فوجیوارا نو یوریمیچی، یک نایب‌السلطنه و رهبر خاندان فوجیوارا در اواخر دوره هی‌آن اهل ژاپن بود.